# Тевтонское кладбище
Тевтонское кладбище (итал. Cimitero Teutonico) — католическое кладбище в Риме, примыкающее к Собору Святого Петра в Ватикане.

## Описание
Тевтонское кладбище официально приписано к церкви Санта-Мария-делла-Пьета-ин-Кампосанто-дей-Тевтоничи. Германское кладбище частично расположено в районе, примыкающем к границе между Ватиканом и Римом, и является экстерриториальным для Святого Престола, так как единственный вход на кладбище расположен в Ватикане. Это единственное кладбище в Ватикане. Место принадлежало Оспицию (приюту) немецких паломников (Schola Francorum), который был старейшим немецким учреждением в Риме. Термин «Teutonico» относится ко всем германским народам. Тевтонское кладбище является местом захоронения немецкоязычных членов различных религиозных учреждений Рима из Австрии, Южного Тироля, Германии, Швейцарии, Лихтенштейна, Люксембурга и Бельгии, включая Фламандию.
В феврале 2015 года после одобрения папой Франциском как отражением его принципа, что он хочет «бедную церковь для бедных», на кладбище был похоронен бездомный бельгиец Вилли.

## История
Кладбище расположено на месте, где во времена Римской империи находился Цирк Нерона. Цирк был местом мученичества многих ранних христиан города.
В средние века на этом месте была построена школа, предположительно, императором Карлом Великим. С XV века место посвящено немецкоязычным жителям Рима. Во время разграбления Рима в 1527 году (итал. Sacco di Roma) 6 мая швейцарская гвардия дала свой последний бой на Тевтонском кладбище, сдерживая вторгшиеся войска достаточно долго, чтобы папа Климент VII смог бежать через Пассетто-ди-Борго в Замок Святого Ангела. Капелла швейцарцев послужила местом захоронения павших гвардейцев.
В настоящее время близ кладбища находятся два учебных института и две капеллы, одна из которых является местом захоронения швейцарских гвардейцев, которые пали при защите города от сил нового королевства Италии в 1870 году.